# Vladimir Savon
Vladimir Savon (rusky Влади́мир Андре́евич Саво́н; 26. září 1940, Černihiv – 1. června 2005, Charkov) byl ukrajinský šachista. V roce 1973 obdržel od FIDE titul šachového velmistra.
V roce 1969 skončil první na ukrajinském šachovém šampionátu. Zúčastnil se 20. šachové olympiády.
Zúčastnil se celkem 11 ročníků šampionátu SSSR. Jeho nejlepším výsledkem zde bylo vítězství v roce 1971. Tehdy skončil s 15 z 21 body neporažen 1,5 bodu před bývalými mistry světa Michailem Talem a Vasilij Smyslovem.